# Yer Blues
Yer Blues (Lennon/McCartney) är en låt av The Beatles från 1968.

## Låten och inspelningen
Denna låt färdigställdes under tre dagar (13, 14 och 20 augusti 1968) och är troligen väldigt självbiografisk med sin beskrivning av en plågad person. I låten finns även en hänvisning till Bob Dylan och dennes figur "Mr Jones" (som vissa trott var Brian Jones i låten "Ballad of a Thin Man"). John Lennon och Ringo Starr lyckades mer eller mindre själva färdigställa låten 20 augusti trots att George Harrison åkt på semester i Grekland och Paul McCartney satt i studion bredvid och spelade in egna låtar (Mother Nature's Son och Wild Honey Pie). John framförde senare denna låt vid Rolling Stones Rock’n’Roll Circus i en grupp som kallades ”Dirty Mac” bestående av Lennon, Keith Richards (bas) Eric Clapton (gitarr) och Mitch Mitchell (trummor). Han spelade den också vid den konsert med Plastic Ono Band som blev Live Peace In Toronto. Låten spelades in live med mycket högre volym än vanligt och en del grövre tekniska missar har, som ofta vid denna tid, smugit sig in. Bl.a. kan man höra en ganska tvär klippning 3,17 minuter in i låten. Låten kom med på LP:n The Beatles (musikalbum), som utgavs i England och USA 22 november respektive 25 november 1968.

## Medverkande
Medverkande enligt Ian MacDonald
- John Lennon – sång och körsång, gitarr
- Paul McCartney – bas
- George Harrison – gitarr
- Ringo Starr – trummor